# Fluage asismique

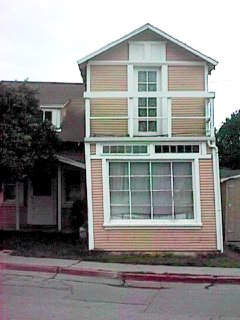
Maison située sur la faille de Calaveras en 2003, démolie en 2009.

En géologie, un fluage asismique, fluage de faille ou encore glissement asismique est un déplacement de surface, mesurable le long d'une faille en l'absence de tremblements de terre notables. Un fluage asismique peut également se produire sous la forme d'un « glissement d'après », des jours à des années après un tremblement de terre. Des exemples notables de glissement asismique sont visibles au niveau des failles de Californie (faille de Calaveras, faille de Hayward et faille de San Andreas).

## Causes

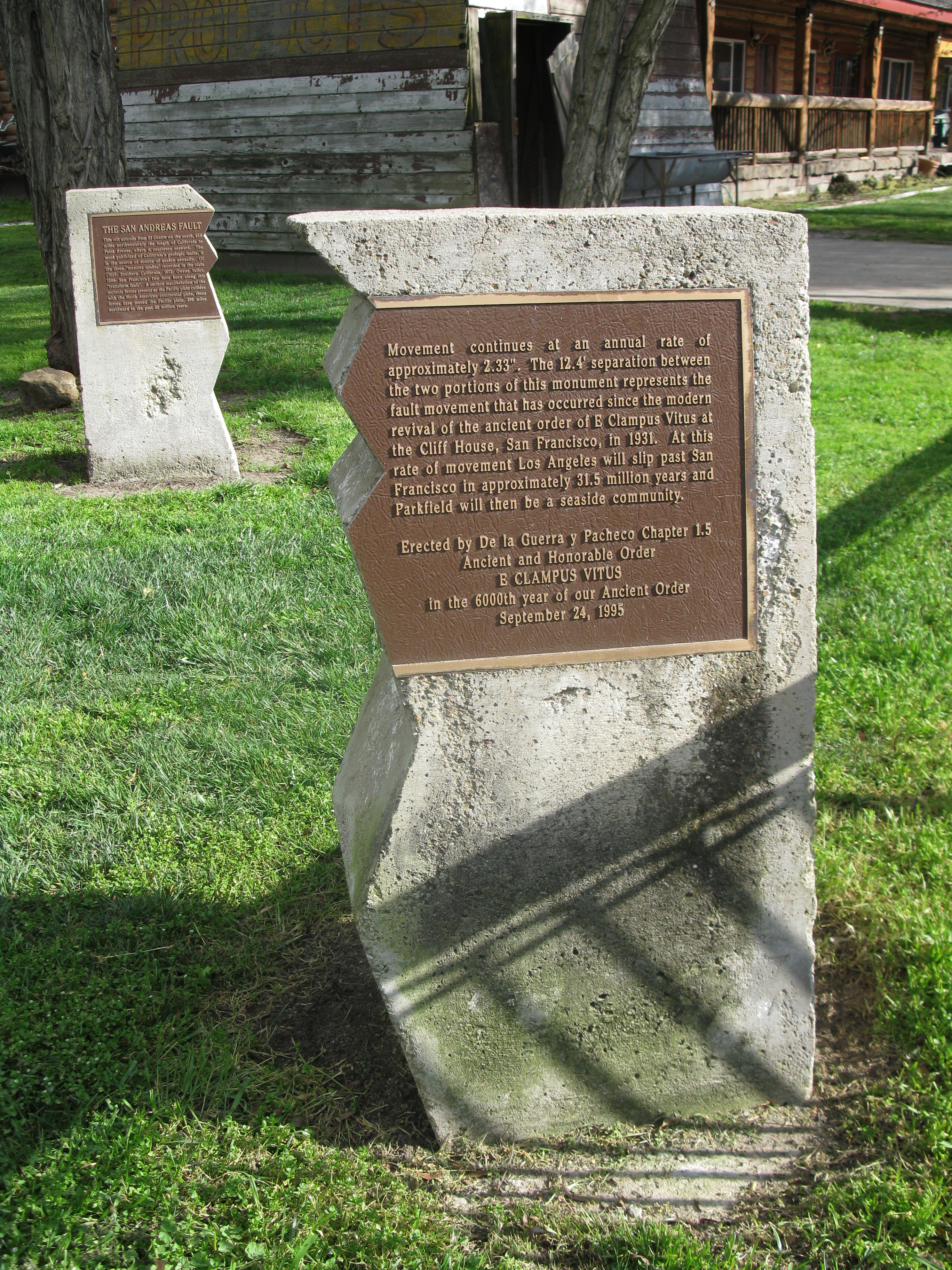
illustration de fluage asismique à Parkfield, Californie. Les plaques ont été érigées en 1995 pour représenter le mouvement de la faille depuis 1931.

Le fluage asismique s'adapte aux mouvements de champ lointain sur des zones de déformation localisées aux limites des plaques tectoniques. Ses causes sous-jacentes sont principalement attribuées à une faible résistance aux frottements de la faille, à une faible contrainte normale opérant sur la faille dans la croûte peu profonde et à des pressions d'eau interstitielle (en) excessives, limitant ainsi la quantité de contrainte normale observées sur les failles. La réaction de frottement des matériaux géologiques peut expliquer le passage de la déformation sismique à la déformation asismique avec la profondeur. Le frottement le long des failles peut provoquer des glissements soudains avec des chutes de contrainte associées (séismes), ainsi que des phases d'immobilité lorsque la contrainte se recharge. 

## Mesures

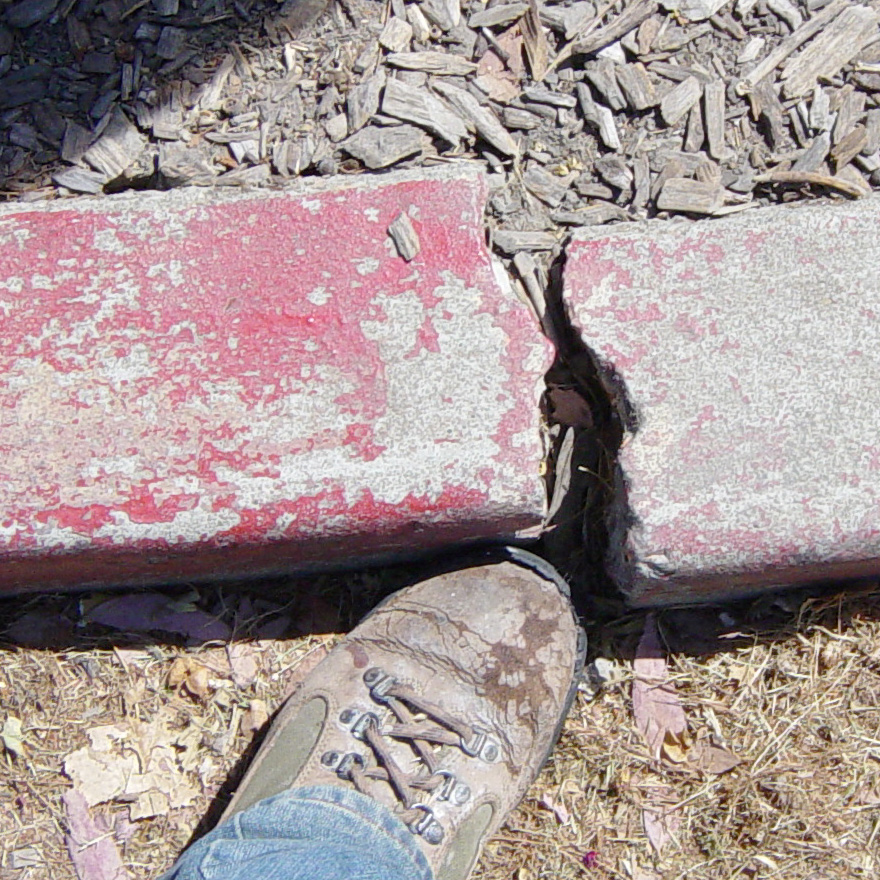
Le fluage de la faille de Hayward a déplacé cette bordure sur 15 ans (Fremont, Californie).

L'observation des variations des taux de fluage dans le temps et dans l'espace le long des failles permet des avancées importantes pour la prédiction du moment, de la localisation et de la magnitude potentiels des futurs tremblements de terre ainsi que du comportement mécanique des failles. Les mesures de déformation inter-sismique, ainsi que le modèle de couplage associé, sont également cruciaux car ils révèlent les poches où la contrainte s'accumule et peut se libérer lors de futures ruptures sismiques. L'émergence de la géodésie spatiale et des techniques de télédétection récentes sont utilisées pour surveiller la déformation de la croûte afin de suivre le fluage sismique le long d'une faille. Les données relevées avec le théodolite sont utilisées avec des tableaux d'alignement pour suivre le fluage. Ces données peuvent ensuite être utilisées pour limiter la capacité sismique d'une faille.

## Exemples
Un fluage asismique existe le long de la faille de Calaveras à Hollister, en Californie. Les rues traversant la faille dans cette commune subissent un décalage de manière conséquente. Plusieurs maisons construites sur la faille sont particulièrement tordues, bien que toujours habitables. La ville attire des géologues et des étudiants en géologie presque chaque semaine.
Parmi les autres failles provoquant un fluage asismique, il y a la faille de San Andreas en Californie et la faille nord-anatolienne en Turquie. Le fluage le long de la faille de Maacama est d'environ 8 mm par an, ce qui correspond au mouvement régulier le long du reste du système de la faille de Hayward.

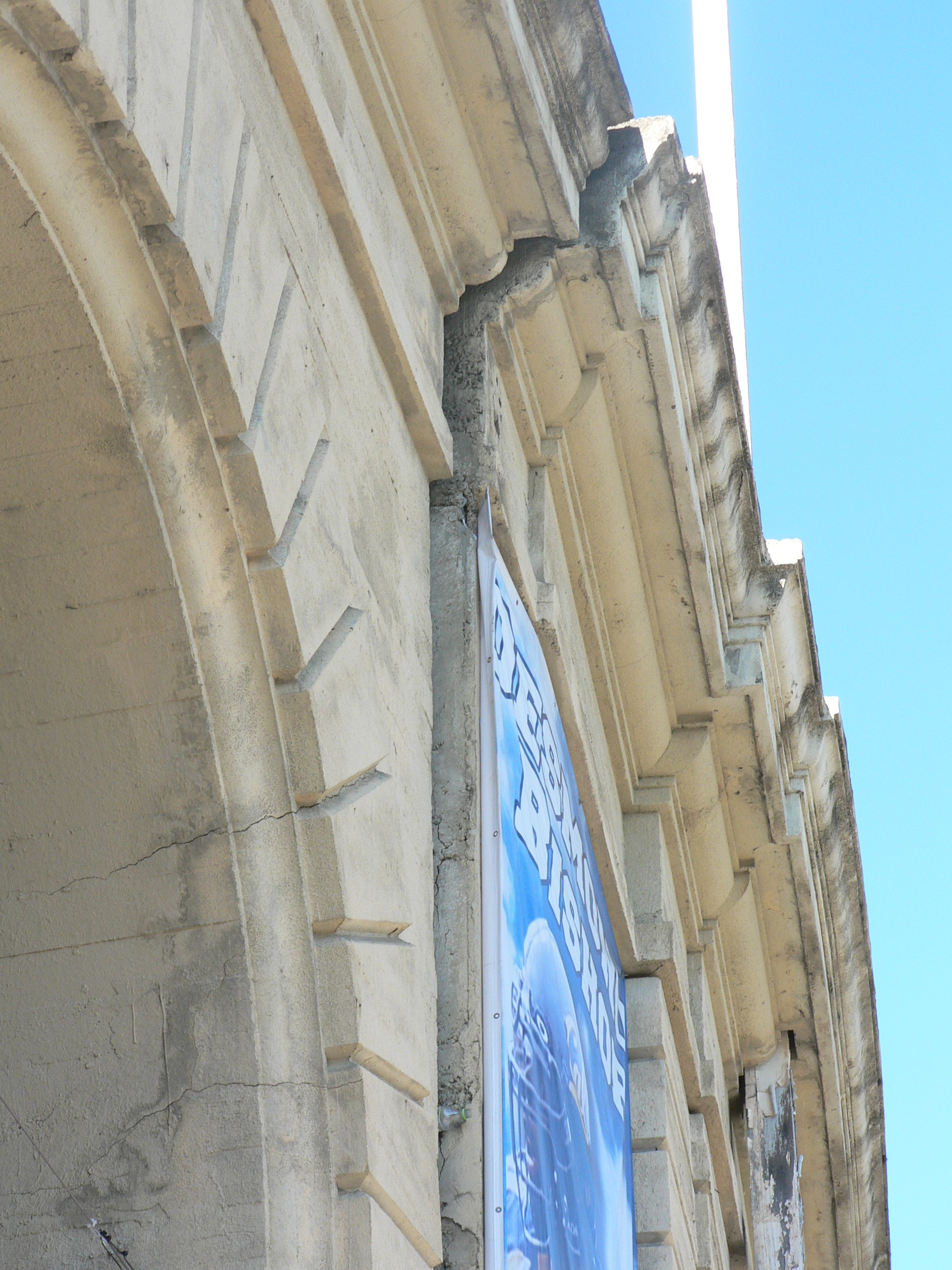
Décalage dans le California Memorial Stadium.